# Susanne Wolff
Pour les articles homonymes, voir Wolff .
Susanne Wolff , née le 1er mai 1973 à Bielefeld, est une actrice allemande qui joue au théâtre et au cinéma. 

## Biographie
Ayant grandi à Bielefeld avec deux frères, fille d'une femme au foyer et représentante des fraiseuses, Susanne Wolff a complété un apprentissage d'actrice de 1994 à 1998 à l'Université de musique, théâtre et médias de Hanovre. Pendant ses études, elle a déjà joué dans une production du metteur en scène Andreas Kriegenburg au Théâtre de Hanovre. De 1998 à 2009, elle a fait partie de l'ensemble du théâtre Thalia de Hambourg, où elle a été vue dans des œuvres de Nicolas Stemann, Alize Zandwijk, Rafael Sanchez et Andreas Kriegenburg. Elle a également joué le rôle d'Alma Mahler en 2001 à Vienne dans Alma - A Show Biz ans Ende (2001, réalisateur : Paulus Manker) et Penthesilea au Festival de Salzbourg (2005). De 2009 à 2016, Susanne Wolff a été membre permanent de l'ensemble du Deutsches Theatre de Berlin. Elle a travaillé entre autres, avec les réalisateurs Stephan Kimmig, Stefan Pucher, Armin Petras et Jette Steckel. Depuis 2003, Susanne Wolff a également joué des rôles au cinéma et à la télévision. Elle a présenté son premier travail de réalisateur en 2016 au Schauspiel de Francfort avec la production Shoot / Katzelmacher / Repeat.

## Théâtre (sélection)
- 2003 : Nora dans Une maison de poupée de Henrik Ibsen, mise en scène : Stephan Kimmig, Thalia Theatre, Hambourg
- 2004 : Hedda Gabler dans Hedda Gabler de Henrik Ibsen, mise en scène : Stephan Kimmig, Théâtre Thalia, Hambourg
- 2007 : Maria dans Marie Stuart de Friedrich Schiller, mise en scène : Stephan Kimmig, Théâtre Thalia, Hambourg
- 2009 : Othello dans Othello de William Shakespeare, mise en scène : Jette Steckel, Deutsches Theatre Berlin
- 2010 : Karoline dans Das letzte Feuer de Dea Loher, mise en scène : Andreas Kriegenburg, Deutsches Theater Berlin
- 2012 : Créon dans la Ödipus Stadt d'après Sophocle, Euripide, Eschyle, mise en scène : Stephan Kimmig, Deutsches Theater Berlin
- 2014 : Ismene dans Ismene, Schwester von de Lot Vekemans, mise en scène : Stephan Kimmig, Deutsches Theatre Berlin
- 2014 : Ellida Wangel dans La Dame de la mer d'Ibsen, mise en scène : Stephan Kimmig, Deutsches Theatre Berlin
- 2015 : Olivia dans La Nuit des rois de Shakespeare, mise en scène : Stefan Pucher, Deutsches Theatre Berlin
- 2015 : Clavigo dans Clavigo de Johann Wolfgang von Goethe, mise en scène : Stephan Kimmig, Deutsches Theatre Berlin
- 2018 : Lady Macbeth dans Macbeth de William Shakespeare, mise en scène : Christian Weise, Deutsches Nationaltheaters Weimar
- 2018 : Olga dans Trois Sœurs d'Anton Tchekhov, mise en scène : Pınar Karabulut, Schauspiel Köln

## Filmographie partielle

### Au cinéma
- 2006 : Vineta (de)
- 2007 : Bis zum Ellenbogen (de)
- 2008 : L'Étranger en moi (Das Fremde in mir)
- 2011 : Fenster zum Sommer (de)
- 2011 : Les Trois Mousquetaires de Paul W. S. Anderson
- 2014 : Super ego (Über-Ich und Du) de Benjamin Heisenberg
- 2016 : Hedda (de)
- 2017 : Retour à Montauk (Rückkehr nach Montauk)
- 2018 : Styx
- 2018 : Nichts zu verlieren (de)
- 2023 : Sissi et moi

### À la télévision
- 2003 : Broti & Pacek – Irgendwas ist immer (de)
- 2007 : Post mortem
- 2007 : Ulrike Maria Stuart (de)
- 2011 : Dreileben (mini-série)
- 2012 : Harcèlement (Mobbing)
- 2016 : Morgen hör ich auf (de)

## Radio
- 2008 : Jonathan Lethem : Du liebst mich, Du liebst mich nicht - Réalisateur : Beate Andres (pièce radio - NDR )
- 2020 : Antonio Ruiz-Camacho : Denn sie sterben jung - réalisé par Matthias Kapohl (pièce radio - NDR)